# Belisario Frías (Panamá)
Belisario Frías es uno de los 9 corregimientos del Distrito de San Miguelito en Panamá. Limita al norte con el corregimiento de Ernesto Córdoba Campos, al oeste con el corregimiento de Omar Torrijos, al este con el corregimiento de Arnulfo Arias y al sur con el corregimiento de Belisario Porras. Su cabecera es Torrijos-Carter. La localidad tiene 44.571 habitantes (2010).

## Organización territorial
- Santa Marta (el sector de Las Colinas pertenece a Santa Marta)
- Torrijos-Carter
- El Esfuerzo
- El Mirador
- Barriada 2000
- Rogelio Sinan
- Cerro Batea (parte)
- Nao Liberación